# 저스틴 해머
저스틴 해머(Justin Hammer)는 마블 코믹스가 발행하는 만화책의 등장인물이다. 아이언맨의 적으로 잘 나타난다. 첫 등장은 Iron Man (1st 시리즈) #120 (1978년 5월)이다.